# Lepomis punctatus
Lepomis punctatus är en fiskart som först beskrevs av Valenciennes, 1831.  Lepomis punctatus ingår i släktet Lepomis och familjen Centrarchidae. Inga underarter finns listade i Catalogue of Life.